# Dominique Strauss-Kahn

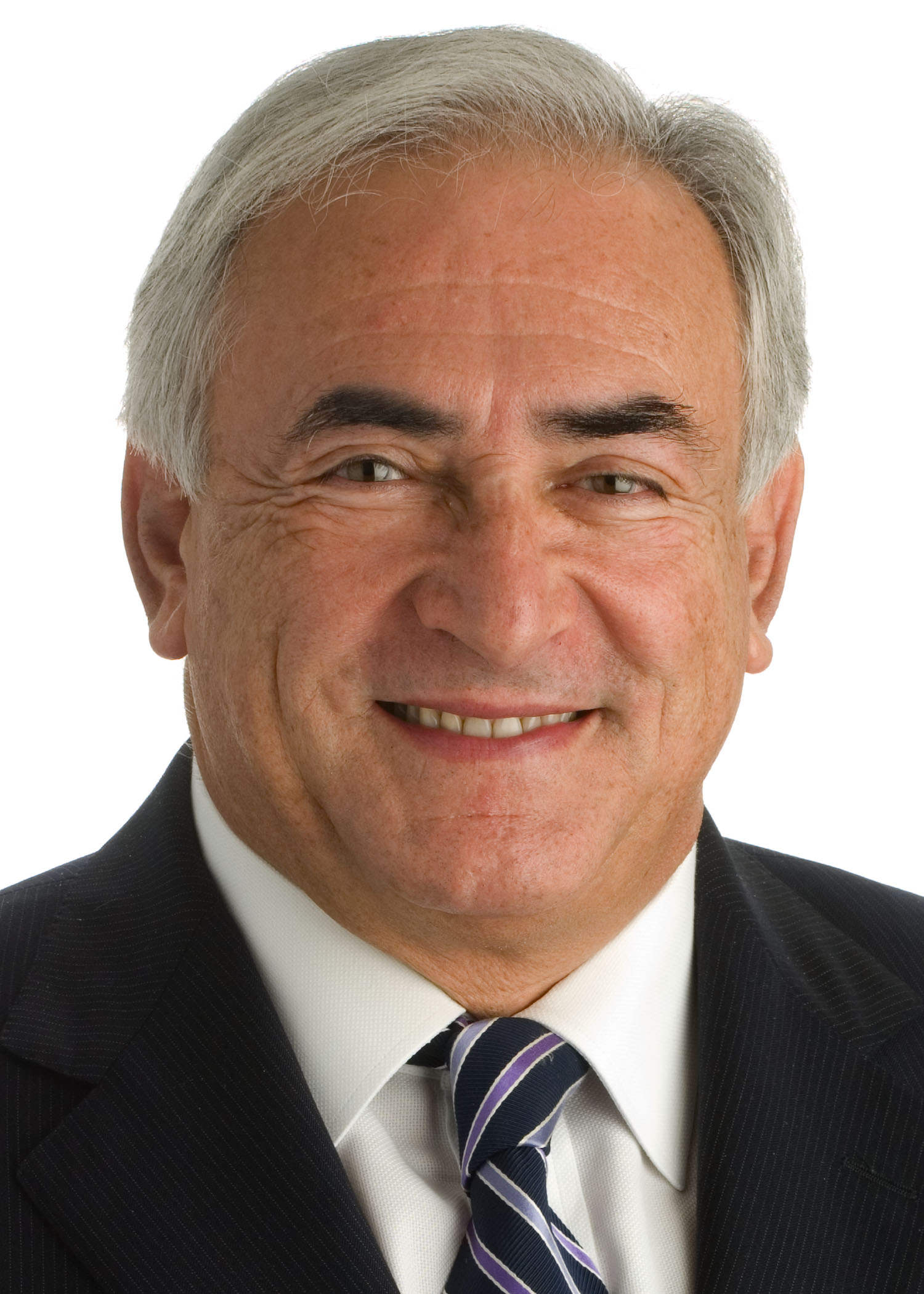
Dominique Strauss-Kahn (2008)

Dominique Gaston André Strauss-Kahn [dɔmiˈnik stʀosˈkan], auch [dɔmiˈnik ʃtʀosˈkan] (* 25. April 1949 in Neuilly-sur-Seine), in Frankreich oft DSK genannt, ist ein ehemaliger französischer Politiker der Sozialistischen Partei Frankreichs. Von 1997 bis 1999 war er Wirtschafts- und Finanzminister unter Premierminister Lionel Jospin. Vom 1. November 2007 bis zum 18. Mai 2011 war er der geschäftsführende Direktor des Internationalen Währungsfonds (IWF). Eine Reihe von Vorwürfen zu sexuellen Straftaten beendete seine politische Karriere 2011.
In den Pandora Papers, einem 2021 veröffentlichten großen Datenleck über Steueroasen, wird er als Aktionär, Direktor oder Begünstigter von Offshore-Gesellschaften genannt.

## Leben
Dominique Strauss-Kahn stammt väterlicherseits aus einer Familie französischer Juden aus dem Elsass. Er ist zweisprachig aufgewachsen und spricht neben Französisch auch Deutsch fließend.
Seine französisch-tunesische, aus einer sephardischen Familie stammende Mutter war Journalistin der sozialistischen Zeitung Le Populaire, sein Vater war Rechts- und Finanzberater. Aus Verbundenheit mit seinem Großvater, Marius Kahn, fügte Dominique Strauss seinem Namen später dessen Familiennamen hinzu.
Die Familie lebte seit 1951 im französischen Protektorat Marokko. Nach dem Erdbeben von Agadir 1960 siedelte sie nach Monaco über. Anschließend studierte Strauss-Kahn an der Wirtschaftshochschule École des hautes études commerciales de Paris und an der Grande école Sciences Po in Paris.
Strauss-Kahn war dreimal verheiratet und hat vier Kinder. 1991 heiratete er in dritter Ehe Anne Sinclair (* 1948), die damals Reporterin beim Fernsehsender TF1 und Moderatorin der Politiksendung 7 sur 7 war.
Anfang September 2012 wurde bekannt, dass Sinclair in einem Interview die Trennung von ihm bestätigt hatte. Seit März 2013 ist Strauss-Kahn von Sinclair geschieden.
In Interviews bezeichnete sich Dominique Strauss-Kahn als Freund des deutschen Politikers Oskar Lafontaine.

## Berufliche und politische Laufbahn

Strauss-Kahn hält eine Rede auf einer Sozialistentagung im Mai 2007

Von 1977 bis 1980 hatte Strauss-Kahn eine Professur für Wirtschaft an der Hochschule II von Nancy. 1981 wechselte er an die Universität Paris-Nanterre und die Verwaltungshochschule École nationale d’administration (ENA). Bis 2007 gab er Kurse in Mikroökonomie und Makroökonomie an der Hochschule Sciences Po Paris.
Im Jahre 1971 arbeitete er am marxistisch orientierten Studien- und Bildungszentrum unter Jean-Pierre Chevènement (Centre d'études, de recherches et d'éducation socialiste, CERES) über Sparverhalten und veröffentlichte 1982 ein Buch unter dem Titel L’épargne et la retraite (Das Sparen und die Rente). Im selben Jahr trat er eine Stelle im Planungsamt (Commissariat général du Plan) an, dessen stellvertretender Leiter er wurde. 1986 wurde er zum Abgeordneten der Nationalversammlung für das Département Haute-Savoie gewählt und zwei Jahre später wiedergewählt, aber diesmal für das Département Val-d’Oise. Im Rahmen dieser Mandate übernahm er den Vorsitz des Finanzausschusses.

### Ministerämter
Unter Präsident François Mitterrand wurde er 1991 delegierter Minister für Industrie und Außenhandel in der Regierung von Édith Cresson. In der Regierung von Pierre Bérégovoy wurde ihm dieses Amt erneut angetragen, bis er 1993 nach den Wahlen zur Nationalversammlung als Anwalt ins Justizwesen wechselte. Im selben Jahr übernahm er die Leitung einer Expertenkommission innerhalb der Sozialistischen Partei und gründete die Kanzlei DSK Consultants, die sich auf Lobbyarbeit in Brüssel konzentrierte. 1995 wurde er zum Bürgermeister von Sarcelles gewählt.
Als 1997 Lionel Jospin die Regierung übernahm, ernannte dieser ihn zum Minister für Wirtschaft, Finanzen und Industrie. Damit wurde Strauss-Kahn zu einer der zentralen Figuren des Kabinetts Jospin. Erfolge in der französischen Wirtschaftspolitik, insbesondere ein deutlicher Rückgang der Arbeitslosenquote, festigten seine Stellung auch innerhalb der Partei. Neben der Privatisierung von Staatsunternehmen fanden die Vorbereitungen Frankreichs auf die Euro-Einführung internationale Anerkennung.
Infolge eines Justizskandals, der mit seiner Tätigkeit als Anwalt in Verbindung stand, trat er 1999 von seinem Ministeramt zurück. Er wurde am Ende in der fraglichen Angelegenheit vollständig entlastet und 2001 in einer Nachwahl im Val-d’Oise wieder in die Nationalversammlung gewählt. 2002 und 2007 wurde er wiedergewählt. Am Ende des Jahres 2004 stieg er außerdem neben Jack Lang und Martine Aubry wieder in die Spitze der Sozialistischen Partei auf.

### Präsidentschaftsanwärter und IWF-Direktor
Dominique Strauss-Kahn unterlag Ségolène Royal als Kandidat der französischen Sozialisten für die Präsidentschaftswahl 2007. Im November 2006 wurde Ségolène Royal mit über 60 % der Stimmen der Parteimitglieder zur Präsidentschaftskandidatin gewählt.
So wie der 2007 neu gewählte konservative Präsident Nicolas Sarkozy führende Mitglieder der Sozialistischen Partei mit Ämtern in sein Lager zog (u. a. Bernard Kouchner als Außenminister), so schlug er auch Strauss-Kahn für den Posten des Direktors des Internationalen Währungsfonds vor. Mit der Unterstützung der EU und der Vereinigten Staaten wurde Dominique Strauss-Kahn am 28. September 2007 zum Nachfolger des scheidenden IWF-Direktors Rodrigo de Rato gewählt. Er trat sein Amt zum 1. November 2007 an.
Ab 2010 und bis zu seiner Festnahme in den USA am 14. Mai 2011 wurde Strauss-Kahn als der vielversprechendste Kandidat des Linksbündnisses für das Amt des Staatspräsidenten Frankreichs gehandelt. Während dieses Zeitabschnitts überflügelte er in den meisten Umfragen den amtierenden bürgerlichen Staatspräsidenten Nicolas Sarkozy und bereitete sich, trotz der wegen seiner Funktion beim IWF nötigen Zurückhaltung, aktiv auf die Präsidentschaftswahl 2012 vor. Einem Bericht auf BFM TV zufolge hatte er vor, seine Kandidatur am 28. Juni 2011 offiziell bekannt zu geben. In einem Fernsehinterview am 18. September 2011 bestätigte er erstmals öffentlich, dass er bei den Präsidentschaftswahlen 2012 hätte antreten wollen. Er schloss aber eine Kandidatur nach seiner Verhaftung und anschließenden Freilassung in den USA aus.

### Späte Aufgaben
Seit Mai 2013 ist er Mitglied im Strategieausschuss der neu gegründeten National Credit Bank (NCB) im Südsudan. Im Juli 2013 wurde bekannt, dass er ein Aufsichtsratmandat der Russian Regional Development Bank, eines Tochterunternehmens des staatlichen Ölkonzerns Rosneft, übernehmen werde. Im selben Jahr wurde er zum Wirtschaftsberater der Regierung des serbischen Premierministers Aleksandar Vučić ernannt. Des Weiteren war er Aufsichtsratschef und Mitgesellschafter der Investmentbank Leyne, Strauss-Kahn & Partners in Luxemburg. 2016 wurde Strauss-Kahn Mitglied im Aufsichtsrat der ukrainischen Bank Kredit Dnipro, deren Eigentümer Wiktor Pintschuk ist.

## Vorwürfe

### Vorwurf des Amtsmissbrauches beim IWF
Mitte Oktober 2008 wurde bekannt, dass der IWF eine Untersuchung gegen Strauss-Kahn eingeleitet hatte. Externe Anwälte sollten prüfen, ob der Direktor des IWF sein Amt für eine sexuelle Beziehung zu einer Mitarbeiterin missbraucht habe. Laut eigenen Angaben arbeitete Strauss-Kahn mit den Ermittlern zusammen und wertete die Affäre als „Vorfall, der sich in meinem Privatleben abspielte“. Er dementierte, seine Machtposition missbraucht zu haben. Der IWF entlastete Strauss-Kahn nach der Untersuchung des Vorfalls, bezeichnete diesen aber gleichzeitig als bedauerlich.

### Vergewaltigungsvorwurf in den USA
Während einer privaten Reise wurde Strauss-Kahn am 14. Mai 2011 am John F. Kennedy International Airport in New York festgenommen. Er wurde von der New Yorker Staatsanwaltschaft wegen versuchter Vergewaltigung, sexueller Belästigung und Freiheitsberaubung des Zimmermädchens Nafissatou Diallo des New Yorker Hotels Sofitel angeklagt. Nachdem eine Richterin eine Freilassung gegen Kaution wegen Fluchtgefahr abgelehnt hatte, wurde er auf die New Yorker Gefängnisinsel Rikers Island verlegt. Strauss-Kahn genoss zum Zeitpunkt seiner Festnahme keine Immunität, weder in persönlicher noch in funktionaler Hinsicht. Am 18. Mai 2011 trat er von seinem Amt als geschäftsführender Direktor des IWF zurück. Tags darauf entschied ein New Yorker Gericht, dass Strauss-Kahn gegen Auflagen, unter anderem Hinterlegung einer Kaution in Höhe von sechs Millionen US-Dollar, am 20. Mai 2011 aus der Haft entlassen wird. Er stand seitdem unter Hausarrest und musste eine elektronische Fußfessel tragen.
Verteidigt wurde Strauss-Kahn von dem Rechtsanwalt Benjamin Brafman, der bereits zuvor als Strafverteidiger prominenter Personen in Erscheinung getreten war. Am 6. Juni 2011 plädierte Strauss-Kahn zum Prozessauftakt auf nicht schuldig.
Nach begründeten Zweifeln der Staatsanwaltschaft an der Glaubwürdigkeit des aus Guinea stammenden angeblichen Vergewaltigungsopfers wurde der Hausarrest Strauss-Kahns am 1. Juli von einem New Yorker Richter unter Auflagen (Einbehaltung des Reisepasses, d. h. Ausreiseverbot) aufgehoben. Im August 2011 reichte Diallo eine Zivilklage gegen Strauss-Kahn ein und forderte darin Schadensersatz in nicht genannter Höhe. Am 22. August bat die Staatsanwaltschaft das Gericht, die Klage fallenzulassen. Dies begründete sie mit Zweifel an der Glaubwürdigkeit des angeblichen Opfers. Am 23. August entschied das Gericht, die strafrechtliche Anklage fallen zu lassen. Am zivilrechtlichen Verfahren hielt die Frau fest.
Am 3. September 2011 flog Strauss-Kahn von New York zurück nach Frankreich. Im ersten Fernsehinterview nach seiner Rückkehr am 18. September sagte er, er habe eine „unangemessene Beziehung“ zur Angestellten des Hotels gehabt, jedoch habe keine strafbare Handlung stattgefunden; weder Gewalt noch Zwang sei im Spiel gewesen.
Am 26. September 2011 beantragte Strauss-Kahn vor einem Gericht in New York die Abweisung der Zivilklage der Hotelangestellten. Als Begründung gab sein Anwalt an, dass Strauss-Kahn zu dem Zeitpunkt, als die Frau die Klage eingereicht habe, „vollständige Immunität“ genossen habe. Am 10. Dezember 2012 einigten sich Strauss-Kahns Anwälte mit der Zivilklägerin. Über die Details der Einigung wurde Stillschweigen vereinbart. Durch diese Einigung wurde die Verleumdungsklage Strauss-Kahns gegen die Frau hinfällig.

### Der Fall Banon
Nach einer Strafanzeige durch die Autorin Tristane Banon wegen des Vorwurfs der versuchten Vergewaltigung im Jahr 2003 leitete die Staatsanwaltschaft in Frankreich am 8. Juli 2011 Vorermittlungen gegen Strauss-Kahn ein. Er wies die Anschuldigungen zurück und zeigte Banon wegen Verleumdung an. Am 13. Oktober 2011 wurden die Vorermittlungen eingestellt. Laut Staatsanwaltschaft gab es keine versuchte Vergewaltigung, sondern nur einen „sexuellen Übergriff“, der verjährt war.

### Freispruch vom Vorwurf schwerer Zuhälterei
Am 26. März 2012 leitete die französische Staatsanwaltschaft ein Ermittlungsverfahren gegen Strauss-Kahn ein. Er stand im Verdacht, bei gesponserten Sex-Partys an bandenmäßiger Zuhälterei beteiligt gewesen zu sein. Strauss-Kahn gab die Teilnahme an solchen Partys zu, bestritt jedoch, gewusst zu haben, dass es sich bei den Frauen um Prostituierte handelte. Nach stundenlanger Befragung wurde er unter Auflagen gegen Kaution auf freien Fuß gesetzt. Ermittlungen wegen des Verdachts der Vergewaltigung in diesem Komplex wurden Anfang Oktober 2012 eingestellt, das Verfahren wegen Verdachts der Zuhälterei war davon aber nicht betroffen. Die Anklage erfolgte wegen „schwerer Zuhälterei“. Die Klage konstatierte, dass die Frauen zum Schutz des Politikers von einem „veritablen Gesetz des Schweigens“ umgeben waren, einer Art „Omertà“. Am 2. Februar 2015 begann der Strafprozess gegen Strauss-Kahn und 13 Männer aus dem Umfeld der Bordellindustrie. Am 12. Juni 2015 sprach ihn der Strafgerichtshof der nordfranzösischen Stadt Lille von allen Vorwürfen frei.

## Wahlmandate
- 1986–1988: Abgeordneter der Nationalversammlung für das Département Haute-Savoie
- 1988–1991: Abgeordneter der Nationalversammlung für den 8. Wahlkreis im Département Val-d’Oise
- 1989–1990: Mitglied des Gemeinderates von Sarcelles (Val-d’Oise)
- 1990–1995: Mitglied des Gemeinderates von Sarcelles (Val-d’Oise)
- 1991–1992: Delegierter Minister für Industrie und Außenhandel (im Finanzministerium)
- 1992–1993: Minister für Industrie und Außenhandel
- 1995–2001: Mitglied des Gemeinderates von Sarcelles (Val-d’Oise)
- 1995–1997: Bürgermeister von Sarcelles (Val-d’Oise)
- 1997: Abgeordneter der Nationalversammlung für den 8. Wahlkreis im Département Val-d’Oise
- 1997–2001: Stellvertretender Bürgermeister von Sarcelles (Val-d’Oise)
- 1997–1999: Minister für Wirtschaft, Finanzen und Industrie
- 2001–2007: Abgeordneter der Nationalversammlung für den 8. Wahlkreis im Département Val-d’Oise
- 2002–2007: Vorsitzender des Gemeindeverbandes Val de France (Sarcelles und drei weitere Kommunen)
- 2007–2011: 10. Direktor des IWF

## Ehrungen
Im November 2005 erhielt Dominique Strauss-Kahn den Ehrendoktortitel der wirtschafts- und sozialwissenschaftlichen Fakultät der Universität Freiburg (Schweiz).

## Publikationen
- La flamme et la cendre („Die Flamme und die Asche“), 2002
- Oui! Lettre ouverte aux enfants d’Europe („Ja! Offener Brief an die Kinder Europas“), 2004

## Dokumentation
- Un an avec DSK – Au cœur du FMI. Ein Film von Nicolas Escoulan, François Lescalier und Chloé Davant, 2011.